# Веселков, Павел Максимович
Павел Максимович Веселков (1915—1991) — советский военнослужащий; один из полных кавалеров ордена Славы, награждённых четырьмя орденами Славы.

## Биография
Родился 29 мая 1915 года в деревне Яковыр Российской империи, (ныне Дебесского района Удмуртской Республики), в крестьянской семье. Русский.
Получив неполное среднее образование, с 1931 года жил и работал в городе Воткинске на машиностроительном заводе. Затем работал на строительстве Верхнекамской ГЭС (не была построена).
В ноябре 1937 года был призван в Красную армию. Служил в Мурманске на Северном флоте. После демобилизации, в 1940 году, приехал в Ижевск, работал в Госбанке. Вновь был призван в армию в 1941 году. В действующей армии находился с ноября 1942 года, начал воевать на Калининском фронте. Прошёл всю войну, которую закончил в Праге.
В феврале 1946 года Веселков демобилизовался и вернулся в Удмуртию. Жил в городе Сарапул, работал на Сарапульском радиозаводе — начал слесарем-сборщиком, закончил начальником отдела. Вышел на пенсию, жил в Сарапуле.
Умер 31 мая 1991 года в Сарапуле.

## Награды
- Приказом по 2-й гвардейской воздушно-десантной дивизии (№ 0110/н) от 31 августа 1944 года гвардии младший сержант Веселков Павел Максимович был награждён орденом Славы 3-й степени.
 Приказом по войскам 4-го Украинского фронта (№ 28/н) от 10 октября 1944 года гвардии сержант Веселков Павел Максимович был награждён орденом Славы 2-й степени. 
Приказом по войскам 18-й армии (№ 323) от 26 ноября 1944 года гвардии сержант Веселков Павел Максимович был награждён орденом Славы 2-й степени. 
Указом Президента СССР от 23 июня 1989 года Веселков Павел Максимович был награждён орденом Славы 1-й степени, став полным кавалером ордена Славы.
- Также был награждён орденом Отечественной войны 1-й степени и медалями, среди которых «За отвагу».

## Источник
- Кавалеры ордена Славы трёх степеней. Биографический словарь. М.: Воениздат, 2000.